# Xinghuacun

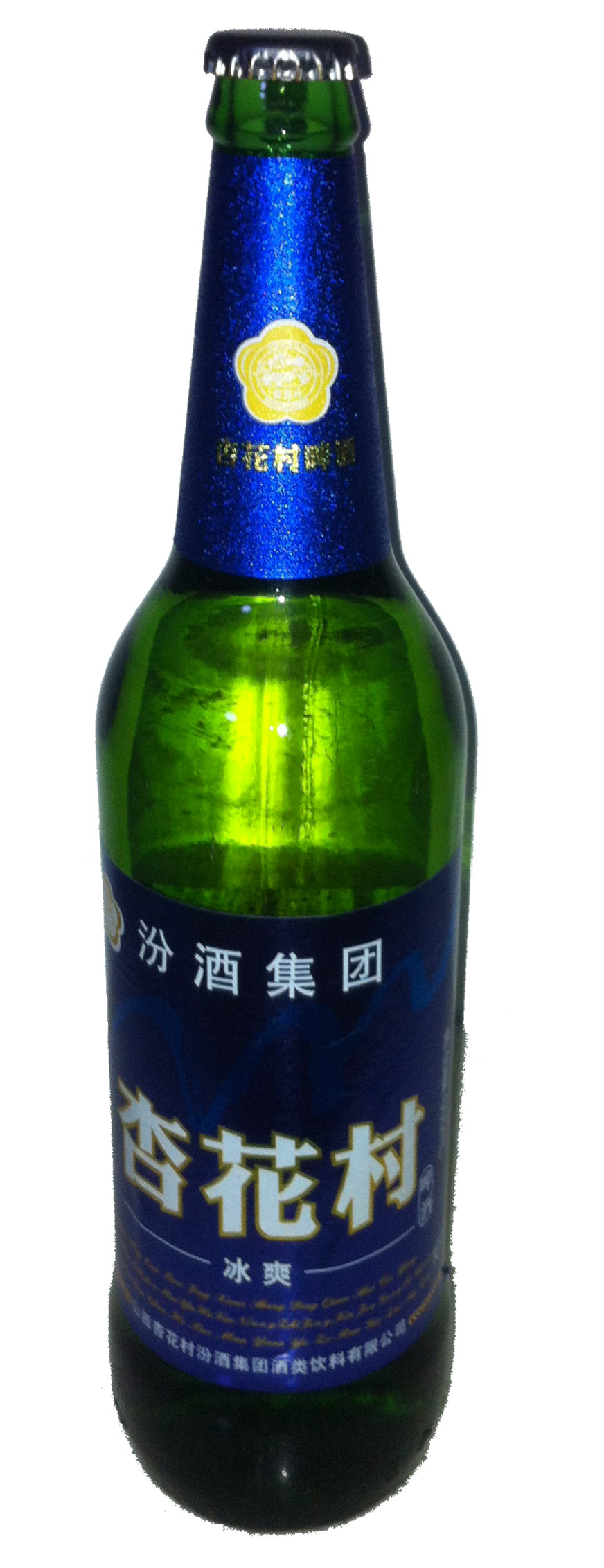
Bouteille de bière Xinghuacun

Shandong Xinghuacun Fen wine Group Brewery Company Limited (chinois : 杏花村 ; pinyin : Xìnghuācūn, litt. : Village aux fleurs d'abricotiers) est une usine brassicole du shandong en Chine, dont les deux principales productions sont la bière et le baijiu.
Fondée en Mars 2000 à partir d'une technologie allemande, l'entreprise de 200 acres emploie 650 personnes et produit 80 000 tonnes de bières et 50 000 tonnes de baijiu.
L'entreprise possède un second site de production dans le shanxi, la Shanxi Xinghuacun beer company limited qui produit de la bière et une cinquantaine de sortes de baijiu pour une capacité de production de 150 000 tonnes.
Ce site est en contrat avec le groupe d'embouteillage Senli.
La bière est produite à base de malt australien. Elle est déclinée sous plusieurs types, toutes blondes légères, entre 3 et 6 degrés d'alcool.
Aussi bien la bière que le baijiu sont destinés presque uniquement au marché chinois.